# Carl Schneider (Jurist)
Carl Schneider (* 13. Juli 1804 in Wolfhagen im Landkreis Kassel; † 14. Januar 1868 in Rinteln) war ein deutscher Jurist und Mitglied der Kurhessischen Ständeversammlung.

## Leben
Carl Schneider ging nach seinem Studium der Rechtswissenschaften in den Dienst des Landgrafen Wilhelm I. von Hessen-Kassel und war Kammerprokurator in Kassel, als er 1849 ein Mandat für die kurhessische Ständeversammlung erhielt. Gewählt wurde er aus der Gruppe der Höchstbesteuerten des Bezirks Fritzlar, galt als liberal-konstitutionell und blieb bis 1850 in dem Parlament.
1851 wechselte er nach Rinteln, wo er Obergerichtsrat beim Amtsgericht Rinteln wurde.